# گگوکچون
پادشاه گگوکچون (کره‌ای: 고국천태왕؛ زاده:۱۷۶؛ سلطنت:۱۷۹–۱۹۷ میلادی)؛ نهمین امپراتور گوگوریو، شمالی‌ترین درمیان سه پادشاهی کره بود. او همچنین با نام امپراتور گوک‌یانگ نیز شناخته می‌شود. وی با حمایت مردم پادشاه شد. گگوکچون به عنوان پادشاهی بزرگ در تاریخ گوگوریو ارزیابی می‌شود که با استفاده از سیستم جین دائه بیوپ مردم را نجات داد و دستاوردهای بزرگی از خود به جا گذاشت.
در سال ۱۸۴، فرماندار لیائودونگ از سلسله هان متأخر حمله کرد، بنابراین پادشاه شخصاً سربازانی را اعزام کرد و ارتش هان را در جواون عقب راند. در پاییز ۱۹۰، هنگامی که خویشاوندان ملکه، مقامات عالی‌رتبه وزارت امور خارجه، پائجا اوبیریو، و منتقد جواگاریه، از قدرت خود سوءاستفاده کردند و از آن سوءاستفاده کردند، پادشاه تصمیم به مجازات آنها گرفت. بر این اساس، زوئو گا-ریو و دیگران، به همراه سا یئون-نا، در آوریل ۱۹۱ شورش کرده و به پایتخت حمله کردند، اما شکست خورده و سرکوب شدند.

## خانواده
- پدر: پادشاه شینده
- همسر: ملکه وو، از قبیله او دختر یو سو – بدون فرزند.

## سابقه و حکومت
پادشاه گگوکچون، دومین پسر هشتمین پادشاه گوگوریو، شینده بود. با وجود اینکه برادر بزرگتر او، «گو بالگی (고발기)»، ولیعهد اصلی بود، صاحب منصبان دربار از گگوکچون حمایت کردند، او در سال ۱۷۶ میلادی ولیعهد شد.
در سال ۱۸۰ میلادی، پادشاه گگوکچون با «بانو وو»، دختر «وو سو» از قبیله «جه‌نا»، جهت نیرومندتر کردن قدرت مرکزی، ازدواج کرد. «بانو وو» بعد از مرگ همسرش، با برادر پادشاه گگوکچون، پادشاه سانسانگ، ازدواج کرد و ملکه باقی‌ماند. در مدت سلطنت او، پنج قبیله قدرتمند منطقه که «بو» نامیده می‌شدند، به بخش‌هایی از امپراتوری مرکزی تبدیل شدند و یاغیان نیز توسط حکومت اشرافی سرکوب گردیدند.
در سال ۱۸۲ میلادی، پادشاه گگوکچون، شاهزاده «گیه‌سو» را برای مقابله با نیروهای مهاجم چینی سلسله هان، که از طرف فرماندار «لیائودونگ» اعزام شده بودند، فرستاد. با وجود اینکه شاهزاده «گیه‌سو» توانسته بود، جلوی ارتش دشمن را بگیرد، پادشاه گگوکچون در سال ۱۸۴ میلادی، رهبری ارتش را مستقیماً برای مقابله با تهاجم نیروهای هان بر عهده گرفت.
در سال ۱۹۱ میلادی، پادشاه گگوکچون سیستم «مریتوکراتیک» را برای انتخاب صاحب منصبان دولت، پیاده کرد. درنتیجه این تصمیم او، تعداد زیادی از افراد با استعداد در سرتاسر گوگوریو کشف شدند، که مشهورترین آن‌ها «اول پاسو» بود. او توانست به مقام وزیر اعظم دست پیدا کند.
بر اساس متون کهن سامگوک ساگی گفته شده است که، روزی در سال ۱۹۴ میلادی، پادشاه گگوکچون به شکار رفت و با یک روستای قحطی زده روبرو شد. او مقداری از لباسها و غذایش را به یکی از روستاییان داد، و احساس کرد که او مسئول درد و محنت آن مردم می‌باشد. پادشاه گگوکچون، برای اصلاح و بهبود زندگی کشاورزان و روستاییان در امپراتوری، اقدام کرد.

### قانون جین‌ده
قانون جین‌ده یک سیستم وام غلات است که توسط پادشاه گگوکچون در سال ۱۹۴ میلادی تصویب شد. این سیستم به مردم اجازه می‌داد که از مارس تا ژوئیه غلات وام بگیرند و در اکتبر بازپرداخت کنند. این سیستم در عصر پادشاهی چوسان تحت عنوان «هوانگوک» حفظ شد، که نشان می‌دهد این قانون بیش از هزار سال بسیار حفظ شده است

## مرگ و جانشین
هرچند مخالفتها با تغییر جانشینی از پدر-فرزند به برادر به خاطر ارشدیت افزایش پیدا کرد. اما او به‌واسطه برادرش پادشاه سانسانگ موفق به انجام این کار شد. محل دفن او گگوکچون وون می‌باشد.

## تصویرسازی مدرن
- به تصویر کشیده شده توسط جی چانگووک در سریال «ملکه وو» ۲۰۲۴ پارامونت پلاس.